# LaMia Airlines-vlucht 2933
Op 28 november 2016 verongelukte een passagiersvliegtuig van het type AVRO RJ85 met vluchtnummer LaMia 2933 bij de Colombiaanse plaats La Unión.
Het vliegtuig van LaMia ((es) Línea Aérea Mérida Internacional de Aviación) vervoerde spelers en staf van het Braziliaanse voetbalelftal Chapecoense, journalisten en enkele passagiers. Het clubteam was op weg om de finale te spelen van de Copa Sudamericana 2016 tegen de Colombiaanse club Atlético Nacional uit Medellín.

## De ramp
Het vliegtuig vloog vanaf het Boliviaanse Santa Cruz de la Sierra naar de José María Córdova International Airport in Medellín. Kort voor de landing vielen door brandstoftekort alle vier de motoren uit, het vliegtuig vloog in glijvlucht tegen de berg Cerro Gordo. Van de 77 inzittenden kwamen er 71 om.

## Bekende slachtoffers en overlevenden
Eerste doelman Marcos Danilo Padilha werd levend uit het vliegtuig gehaald, maar overleed kort nadien in het ziekenhuis. Alan Ruschel, doelman Jakson Follmann en Hélio Hermito Zampier Neto overleefden het ongeluk wel. De overige overlevenden waren een journalist en twee bemanningsleden – een stewardess en een vliegtuigtechnicus.
Andere bekende slachtoffers waren Cléber Santana en Thiego (Willian Thiego de Jesus).

Afgelegd traject gedurende de laatste 15 minuten van de vlucht.